# Station Sklęczki
Station Sklęczki is een spoorwegstation in de Poolse plaats Kutno.